# オウス・クワベナ
オウス・クワベナ（Owusu Kwabena、1997年6月18日 - ）は、ガーナ・アクラ出身のサッカー選手。フェレンツヴァーロシュTC所属。ポジションはFW。

## クラブ経歴
アクラに生まれ、2016年に渡欧してスペイン各地のクラブでトライアルを受けた。同年8月、CDトレドへのレンタル移籍が決定し、ヨーロッパでのキャリアをスタートさせた。
2017年8月23日、プリメーラ・ディビシオンに所属していたCDレガネスへ移籍し、5年契約を結んだ。移籍後すぐにレアル・オビエドへとレンタルに出されると、その後もFCカルタヘナやコルドバCFにレンタルされるシーズンが続いた。
2020年1月23日、カラバフFKに3年半契約で移籍した。
2023年1月31日、フェレンツヴァーロシュTCと2年契約を交わした。

## 代表経歴
2019年6月15日、南アフリカ代表との親善試合でガーナ代表デビューを飾った。